# Free Woman
 (avril 2021).
La mise en forme du texte ne suit pas les recommandations de Wikipédia : il faut le « wikifier ».
Les points d'amélioration suivants sont les cas les plus fréquents. Le détail des points à revoir est peut-être précisé sur la page de discussion.
- Les titres sont pré-formatés par le logiciel. Ils ne sont ni en capitales, ni en gras.
- Le texte ne doit pas être écrit en capitales (les noms de famille non plus), ni en gras, ni en italique, ni en « petit »…
- Le gras n'est utilisé que pour surligner le titre de l'article dans l'introduction, une seule fois.
- L'italique est rarement utilisé : mots en langue étrangère, titres d'œuvres, noms de bateaux, etc.
- Les citations ne sont pas en italique mais en corps de texte normal. Elles sont entourées par des guillemets français : « et ».
- Les listes à puces sont à éviter, des paragraphes rédigés étant largement préférés. Les tableaux sont à réserver à la présentation de données structurées (résultats, etc.).
- Les appels de note de bas de page (petits chiffres en exposant, introduits par l'outil «  Source ») sont à placer entre la fin de phrase et le point final[comme ça].
- Les liens internes (vers d'autres articles de Wikipédia) sont à choisir avec parcimonie. Créez des liens vers des articles approfondissant le sujet. Les termes génériques sans rapport avec le sujet sont à éviter, ainsi que les répétitions de liens vers un même terme.
- Les liens externes sont à placer uniquement dans une section « Liens externes », à la fin de l'article. Ces liens sont à choisir avec parcimonie suivant les règles définies. Si un lien sert de source à l'article, son insertion dans le texte est à faire par les notes de bas de page.
- La présentation des références doit suivre les conventions bibliographiques. Il est recommandé d'utiliser les modèles {{Ouvrage}}, {{Chapitre}}, {{Article}}, {{Lien web}} et/ou {{Bibliographie}}. Le mode d'édition visuel peut mettre en forme automatiquement les références.
- Insérer une infobox (cadre d'informations à droite) n'est pas obligatoire pour parachever la mise en page.

Pour une aide détaillée, merci de consulter Aide:Wikification.
Si vous pensez que ces points ont été résolus, vous pouvez retirer ce bandeau et améliorer la mise en forme d'un autre article.
Singles de Lady Gaga
911
(2020) I Get a Kick Ouf of You
(2021)
Free Woman est un titre de la chanteuse américaine Lady Gaga inclus dans son dernier album studio Chromatica. Gaga a co-écrit la chanson avec les producteurs BloodPop, Axwell et Johannes Klahr. 
Le 13 avril 2021, une chanson légèrement modifiée de la chanson a été envoyée aux radios françaises en tant que quatrième single de l'album. Quelques semaines avant la sortie de l'album, une maquette de la chanson a fuité sur internet. Elle comportait des paroles quelque peu divergentes et une instrumentale très différente. 
C'est un titre Eurodance et eurohouse, avec une forte influence de la musique des années 1990. Inspirée par des événements réels de sa vie, Lady Gaga évoque son stress post-traumatique après avoir été violée par un producteur. Elle voulait aussi, à travers cette chanson, célébrer ses fans LGBT, et a écrit la chanson en pensant particulièrement à la communauté trans. Les paroles explorent le thème de la femme libre.
Les critiques ont beaucoup encensé le titre à sa sortie pour sa force et ses paroles engagées, néanmoins, certains déplorent une production un peu générique et déjà-vu. Le 28 août 2020 sort un remix de la chanson par Honey Dijon, en même temps que le dernier épisode du podcast de la chanteuse appelé "Gaga Radio" sur Apple Music.

## Classement
| Classement (2020)                             | Meilleure Position |
| Australie (ARIA)                              | 75                 |
| Canada (Canadian Hot 100)                     | 80                 |
| France (SNEP)                                 | 143                |
| Hongrie (Single Top 40)                       | 28                 |
| Lituanie (AGATA)                              | 89                 |
| Nouvelle-Zélande (RMNZ)                       | 6                  |
| Portugal (AFP)                                | 100                |
| Suède (Sverigetopplistan)                     | 93                 |
| US Bubbling Under Hot 100 Singles (Billboard) | 2                  |
| US Hot Dance/Electronic Songs (Billboard)     | 10                 |
| US Rolling Stone Top 100                      | 92                 |

## Historique de sortie
| Pays   | Date          | Note                              | Format                                 | Label  | Réf.  |
| ------ | ------------- | --------------------------------- | -------------------------------------- | ------ | ----- |
| Divers | 28 août 2020  | Honey Dijon Realness remix.       | - Téléchargement - streaming           | Warner | [ 2 ] |
| France | 13 avril 2021 | En tant que single de Chromatica. | Diffusion radio (succès contemporains) | Warner | [ 3 ] |